# Arquidiócesis de Ferrara-Comacchio
La arquidiócesis de Ferrara-Comacchio (en latín: Dioecesis Ferrariensis-Comaclensis y en italiano: Diocesi di Ferrara-Comacchio) es una circunscripción eclesiástica de la Iglesia católica en Italia. Se trata de una arquidiócesis latina, sufragánea de la arquidiócesis de Bolonia. Desde el 15 de febrero de 2017 su arzobispo es Gian Carlo Perego.

## Territorio y organización

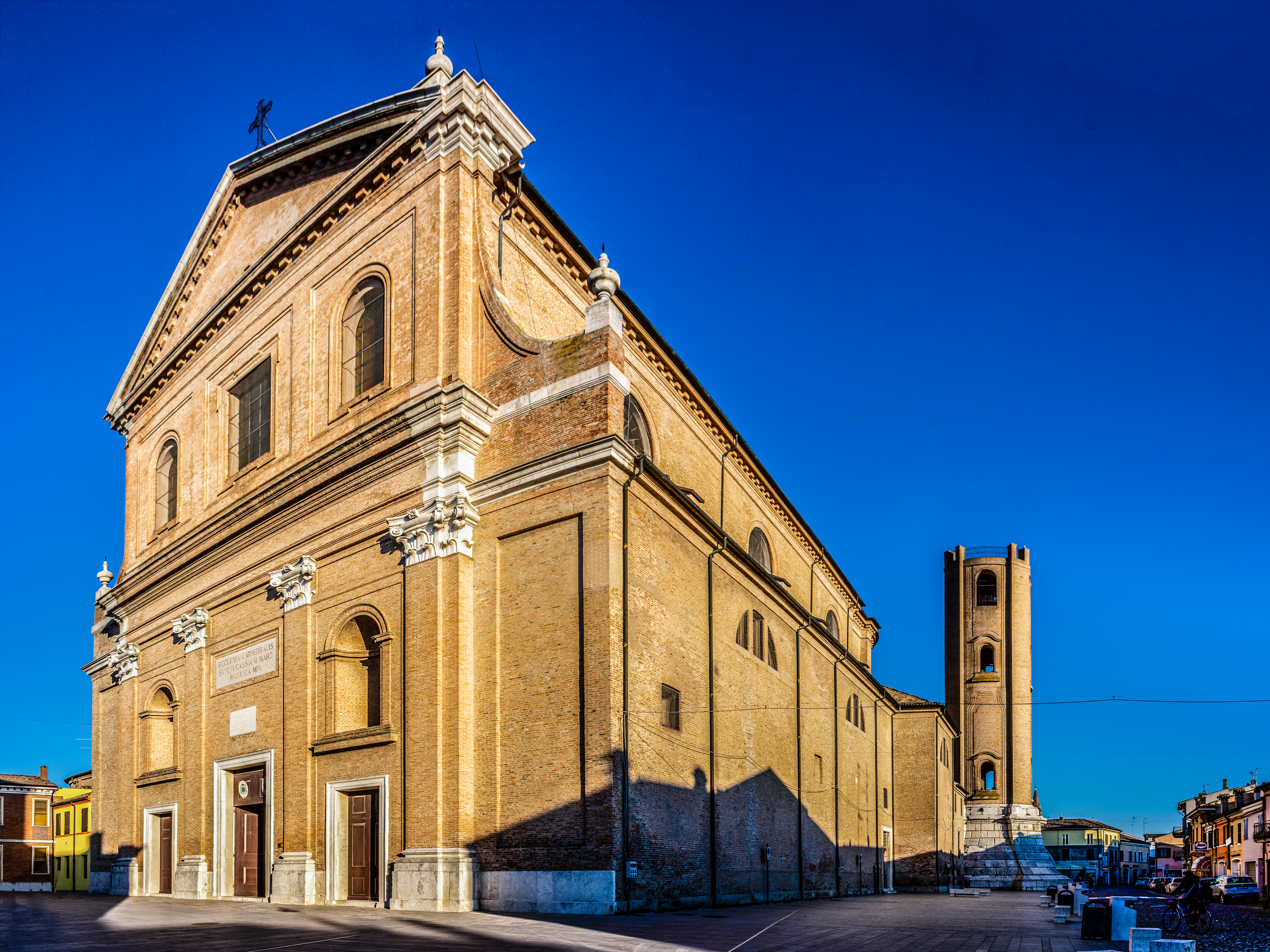
Concatedral de San Casiano Mártir, en Comacchio

La arquidiócesis tiene 3138 km² y extiende su jurisdicción sobre los fieles católicos de rito latino residentes en parte de la región de Emilia-Romaña, comprendiendo las siguientes comunas de la provincia de Ferrara: Argenta (en parte), Bondeno, Codigoro, Comacchio, Copparo, Ferrara, Fiscaglia, Goro, Jolanda di Savoia, Lagosanto, Masi Torello, Mesola, Ostellato (en parte), Poggio Renatico (en parte), Portomaggiore (en parte), Riva del Po, Terre del Reno (en parte), Tresignana, Vigarano Mainarda y Voghiera.

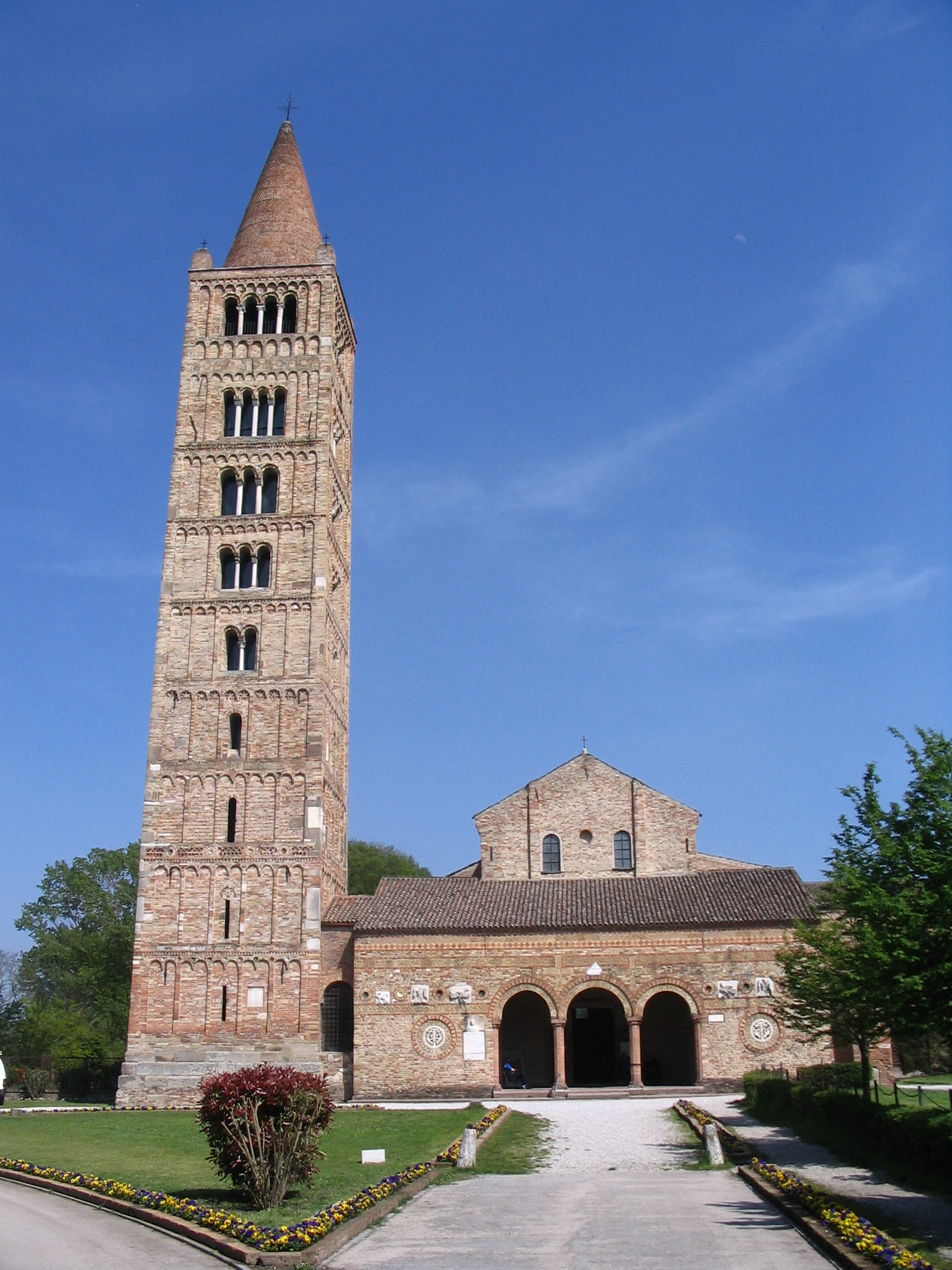
Abadía de Pomposa

La sede de la arquidiócesis se encuentra en la ciudad de Ferrara, en donde se halla la Catedral de San Jorge Mártir. En Comacchio se halla la Concatedral de San Casiano Mártir.
En 2021 en la arquidiócesis existían 173 parroquias agrupadas en 8 vicariatos:
- vicariato urbano Madonna delle Grazie;
- vicariato suburbano Santa Caterina de Vigris;
- vicariato suburbano San Maurelio vescovo;
- vicariato foráneo Beato Tavelli da Tossignano;
- vicariato foráneo San Giorgio martire;
- vicariato foráneo Sant'Apollinare martire;
- vicariato foráneo San Cassiano martire;
- vicariato foráneo San Guido abate.

## Historia

### Sede de Ferrara
La sede de Ferrara proviene de la antigua diócesis de Voghenza. El cristianismo llegó probablemente a Voghenza desde la cercana Ravena gracias a los numerosos intercambios comerciales que tuvieron lugar entre las dos ciudades a través del río. La información histórica es escasa, pero según la tradición el primer obispo de Voghenza fue Oltrando (u Otrado) que, hacia el año 330, fue ordenado por el papa Silvestre I. Después de él, fueron obispos Giulio (331) y Leone (364). Más información se refiere al obispo Costanzo, a quien escribió san Ambrosio con motivo de la muerte del obispo de Imola.
Originalmente fue una diócesis sufragánea de la arquidiócesis de Milán y en la primera mitad del siglo V pasó a formar parte de la provincia eclesiástica de la arquidiócesis de Ravena. En 442 el metropolitano de Ravena, Pedro Crisólogo, consagró obispo a Marcellino.
Leone II (611-620) fue el primer obispo de Voghenza venerado como santo. En el siglo XIX sus restos fueron trasladados a Ferrara y se conservan en la iglesia de San Esteban.
El último obispo de Voghenza fue Maurelius (o Maurilio) en 644. Luego de su muerte la diócesis fue trasladada más al norte por razones de seguridad y este traslado corresponde temporalmente al momento de fundación de la ciudad de estense. El lugar fue elegido porque era defendible de las incursiones bárbaras y considerando la posición agresiva del cismático arzobispo de Ravena, Mauro. Nació Ferrariola (Forum Alieni en latín, también llamado "Babilonia"), donde se construyó la primera basílica de San Jorge (San Giorgio Transpadano). Los obispos continuaron llevando el título vinculado a Voghenza durante otros tres siglos y fue necesario esperar hasta el 965 para tener un primer documento en el que un obispo se titulaba Episcopus Ferrariensis. Durante el resto del siglo X, los títulos antiguos y nuevos se alternaron en los títulos.
A principios del siglo XII, durante el episcopado de Landulfo, el obispado fue trasladado aún más al norte, a la orilla opuesta del Po di Volano, donde se construyó la actual catedral, también dedicada a san Jorge, consagrada en 1135. En el mismo período la diócesis se sustrajo de la jurisdicción metropolitana del arzobispo de Ravena, obteniendo del papa Pascual II la bula de exención Officii nostri del 8 de abril de 1106, confirmada por otras dos bulas del papa Inocencio II, que comienzan ambas con la palabras Ad hoc en Apostolicae sedis cathedra y fechadas el 11 de mayo de 1133 y el 22 de abril de 1139.
Las crónicas del 28 de marzo de 1171 registran un milagro eucarístico ocurrido en la iglesia de Santa María en Vado en Ferrara. Según la versión más común del milagro, de la Hostia rota habría brotado sangre, pero no faltan versiones diferentes, escritas en épocas posteriores.
En 1187 el papa Urbano III murió en Ferrara y en la ciudad se reunió el cónclave que eligió al papa Gregorio VIII como su sucesor.
En 1269 murió Armanno Pungilupi, quien después de una vida de mortificación fue venerado por el pueblo como beato. Fue enterrado en la catedral y posteriormente su cuerpo fue colocado en un arca de mármol y se le construyó un altar. Su culto creció y circularon entre el pueblo rumores sobre supuestos milagros debido a su intercesión. Sin embargo, el proceso canónico instituido por el obispo Alberto no sólo rechazó el culto, sino que consideró a Pungilupi culpable de herejía, dado que en 1254 había sido condenado por la Inquisición por algunos errores respecto a la Eucaristía. En 1300 el cuerpo de Pungilupi fue quemado a orillas del río Po, su arca fue destruida y el altar demolido. Se produjo un alboroto popular, sofocado por la fuerza pública.
En 1438 la sede del Concilio de Basilea se trasladó a Ferrara, donde permaneció hasta el año siguiente, cuando se trasladó nuevamente a Florencia.
El 22 de julio de 1584 el obispo Pietro Leoni estableció el seminario diocesano. En 1755 se trasladó a un nuevo local y se amplió.
El 27 de julio de 1735, mediante la bula Paterna pontificii nobis del papa Clemente XII, la diócesis de Ferrara fue elevada al rango de arquidiócesis y se concedió a los arzobispos el privilegio del palio.
En 1796 se impuso la reducción del número de parroquias y el obispo Alessandro Mattei fue destituido por actividad antirrepublicana con el decreto del 16 Ventoso VI. En 1798 la República Cisalpina obligó al arzobispo a exiliarse e impuso fuertes limitaciones al culto. Suprimió siete conventos y obligó a las monjas de un octavo a abandonar el hábito. Muchas iglesias, con las supresiones napoleónicas, también fueron cerradas y vendidas, incluida una antigua basílica, la iglesia de San Pedro. Se suprimieron todas las cofradías, se prohibieron todas las manifestaciones públicas de culto incluidas las procesiones, se suprimió el cabildo de canónigos de la catedral y se confiscaron los bienes eclesiásticos. Los párrocos deberían ser elegidos teniendo en cuenta únicamente el nivel de su educación.
En 1799 el Imperio austríaco se impuso al francés y el arzobispo regresó a Ferrara, poniendo fin a todas las limitaciones previstas el año anterior. Las tropas francesas regresaron en 1800 y retomaron su política anterior.
El concordato entre Napoleón Bonaparte y el papa Pío VII en 1803 elevó la arquidiócesis de Ferrara al rango de sede metropolitana y fueron dadas como sufragáneas las diócesis de Adria, Comacchio, Mantua y Verona.
En 1815, el Congreso de Viena expulsó de Ferrara a los sufragáneas al norte del Po y la diócesis de Comacchio también regresó a la provincia eclesiástica de Ravena. A partir de ese momento la arquidiócesis dejó de tener sufragáneas y en los Anuarios Pontificios de finales de siglo figuraba como diócesis sujeta inmediatamente a la Santa Sede.
Con las bulas De salute Dominici gregis del 1 de mayo de 1818 y Cum non gravibus del 9 de marzo de 1819 del papa Pío VII, se modificó el territorio de la arquidiócesis, que perdió 21 parroquias en favor de la diócesis de Adria. comprando al mismo las parroquias de Cornacervina, Rero con Finale, Guarda Ferrarese, Ro, Ruina, Zocca, Serravalle y Mesola que estaban ubicadas en la zona de Ferrara.
El 8 de diciembre de 1976, mediante el decreto Ad maius Christifidelium de la Congregación para los Obispos, Ferrara, manteniendo el título de arzobispado, se convirtió en sufragánea de la arquidiócesis de Bolonia.

### Sede de Comacchio
Es difícil fechar el origen de la diócesis de Comacchio, aunque los estudiosos atribuyen unánimemente el nacimiento de la sede al siglo VI. El primer obispo históricamente documentado es Vincenzo. En la catedral de la ciudad, que él mismo había construido en la época del arzobispo Felice de Ravena, es decir, entre 708 y 724, se descubrió una placa que lo describe como primus episcopus civitatis Cumiacli.
La diócesis fue durante mucho tiempo, desde el comienzo de su historia, sufragánea de la arquidiócesis de Ravena. Durante el período napoleónico pasó a formar parte de la recién creada provincia eclesiástica de Ferrara, pero luego, en 1815, volvió a ser sufragánea de Ravena. El 8 de diciembre de 1976, mediante el decreto Ad maius Christifidelium, la diócesis fue retirada de su antigua metrópolis para pasar a formar parte de la provincia eclesiástica de Bolonia.
El 15 de febrero de 1947, mediante el decreto Comaclensi dioecesi de la Congregación Consistorial amplió su territorio con la iglesia parroquial de Massa Fiscaglia, incluyendo 8 parroquias en los municipios de Fiscaglia y Ostellato, que pertenecían a la diócesis de Cervia.
El 18 de mayo de 1965, mediante la bula Pomposiana Abbatia del papa Pablo VI, se concedió a los obispos pro tempore de Comacchio el título de abad de Pomposa.
En el momento de la plena unión con la arquidiócesis de Ferrara, la diócesis de Comacchio incluía 44 parroquias en las comunas de Codigoro (9), Comacchio (11), Goro (1), Lagosanto (3), Massa Fiscaglia (1), Mesola (5), Migliarino (4), Migliaro (2) y Ostellato (8).

### Sedes unidas de Ferrara-Comacchio
Ya el 29 de diciembre de 1908 las dos sedes se habían unido: la unión duró hasta el 7 de julio de 1920 cuando fueron separadas en virtud del decreto Instantes supplicationes de la Congregación Consistorial.
El 15 de julio de 1976, con el nombramiento de Filippo Franceschi, las dos sedes se unieron in persona episcopi.
El 30 de septiembre de 1986, mediante el decreto Instantibus votis de la Congregación para los Obispos, se estableció la unión plena de las dos diócesis y el nuevo distrito eclesiástico tomó su nombre actual. El título de abad de Pomposa fue transferido al arzobispo del nuevo distrito.
El proyecto se lanzó alrededor de 2020 y prevé dividir la arquidiócesis en 40 unidades pastorales. Los párrocos desempeñan también dentro de sí mismos funciones de colaboradores y moderadores, cuyo papel dura nueve años. En cada unidad parroquial hay un consejo pastoral y un consejo de asuntos económicos, en los que también participan los laicos.

## Estadísticas
Según el Anuario Pontificio 2022 la arquidiócesis tenía a fines de 2021 un total de 269 550 fieles bautizados.
de 
| Año                                                                             | Población            | Población | Población      | Sacerdotes | Sacerdotes    | Sacerdotes    | Bautizados por sacerdote | Diáconos permanentes | Religiosos | Religiosos | Parroquias |
| Año                                                                             | Bautizados católicos | Total     | % de católicos | Total      | Clero secular | Clero regular | Bautizados por sacerdote | Diáconos permanentes | Varones    | Mujeres    | Parroquias |
| ------------------------------------------------------------------------------- | -------------------- | --------- | -------------- | ---------- | ------------- | ------------- | ------------------------ | -------------------- | ---------- | ---------- | ---------- |
| Arquidiócesis de Ferrara                                                        |                      |           |                |            |               |               |                          |                      |            |            |            |
| 1950                                                                            | 221 122              | 222 057   | 99.6           | 223        | 152           | 71            | 991                      |                      | 91         | 720        | 100        |
| 1970                                                                            | ?                    | 252 249   | ?              | 222        | 152           | 70            | ?                        |                      | 94         | 506        | 123        |
| 1980                                                                            | 276 862              | 278 940   | 99.3           | 221        | 151           | 70            | 1252                     |                      | 87         | 431        | 125        |
| Diócesis de Comacchio                                                           |                      |           |                |            |               |               |                          |                      |            |            |            |
| 1950                                                                            | 80 500               | 80 500    | 100.0          | 44         | 32            | 12            | 1829                     |                      | 14         | 76         | 27         |
| 1969                                                                            | 70 433               | 70 433    | 100.0          | 67         | 57            | 10            | 1051                     |                      | 10         | 130        | 40         |
| 1980                                                                            | 65 000               | 67 900    | 95.7           | 53         | 44            | 9             | 1226                     |                      | 9          | 99         | 44         |
| Arquidiócesis de Ferrara-Comacchio                                              |                      |           |                |            |               |               |                          |                      |            |            |            |
| 1990                                                                            | 324 050              | 328 000   | 98.8           | 236        | 178           | 58            | 1373                     |                      | 65         | 405        | 169        |
| 1999                                                                            | 276 000              | 280 000   | 98.6           | 184        | 144           | 40            | 1500                     | 4                    | 47         | 238        | 169        |
| 2000                                                                            | 276 000              | 280 000   | 98.6           | 181        | 141           | 40            | 1524                     | 8                    | 48         | 236        | 169        |
| 2001                                                                            | 277 500              | 281 485   | 98.6           | 189        | 148           | 41            | 1468                     | 9                    | 48         | 297        | 169        |
| 2002                                                                            | 276 000              | 280 318   | 98.5           | 184        | 146           | 38            | 1500                     | 8                    | 43         | 282        | 169        |
| 2003                                                                            | 271 000              | 275 000   | 98.5           | 185        | 138           | 47            | 1464                     | 9                    | 53         | 263        | 169        |
| 2004                                                                            | 269 817              | 273 800   | 98.5           | 185        | 136           | 49            | 1458                     | 12                   | 64         | 258        | 169        |
| 2006                                                                            | 274 400              | 279 000   | 98.4           | 176        | 140           | 36            | 1559                     | 12                   | 43         | 226        | 171        |
| 2013                                                                            | 273 900              | 276 000   | 99.2           | 172        | 144           | 28            | 1592                     | 17                   | 38         | 172        | 169        |
| 2016                                                                            | 274 900              | 277 211   | 99.2           | 167        | 133           | 34            | 1646                     | 20                   | 45         | 170        | 169        |
| 2019                                                                            | 273 700              | 277 000   | 98.8           | 165        | 129           | 36            | 1658                     | 21                   | 42         | 124        | 169        |
| 2021                                                                            | 269 550              | 271 272   | 99.4           | 146        | 128           | 18            | 1846                     | 23                   | 22         | 100        | 173        |
| Fuente: Catholic-Hierarchy, que a su vez toma los datos del Anuario Pontificio. |                      |           |                |            |               |               |                          |                      |            |            |            |

## Episcopologio

### Obispos de Voghenza
- Giulio † (mencionado en 331)
- Oltrando † (siglo IV)[nota 3]
- San Leone I † (mencionado en 364)[nota 4]
- Costanzo † (mencionado en 379 y en 390)[nota 5]
- Agatone † (mencionado en 390)
- Virginio † (mencionado en 431)[nota 6]
- Marcellino † (mencionado en 442)[nota 7]
- Giovanni I † (mencionado en 462)
- Marcello † (mencionado en 494)
- Giorgio † (525-539)
- Mauricino † (545-548)
- Vittore † (circa 560-después del 596)
- Martino † (mencionado en 608)
- San Leone II † (611-620)
- San Maurelio † (640/642-644)[18]
- Giovanni † (mencionado en 649)[19]
- Marino † (mencionado en 657)
- Andrea I † (mencionado en 678)
- Giustino † (mencionado en 680)
- Giovanni II † (mencionado en 772)
- Andrea II † (antes de 816-después de 827)
- Costantino † (mencionado en 861)
- Viatore † (antes de 869-después de 882)

### Obispos de Ferrara

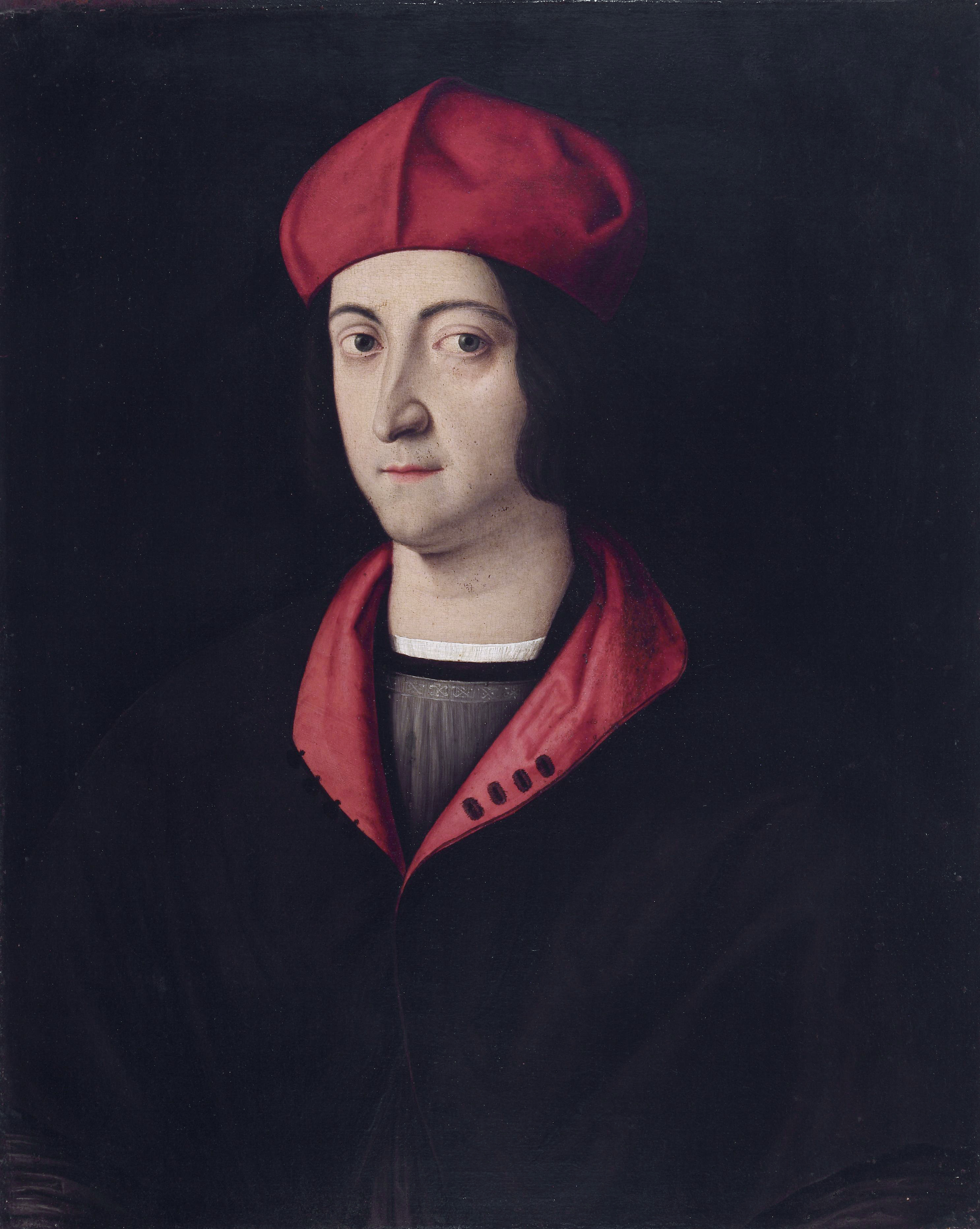
Ippolito d'Este (administrador apostólico de Ferrara) de 1503 a 1520

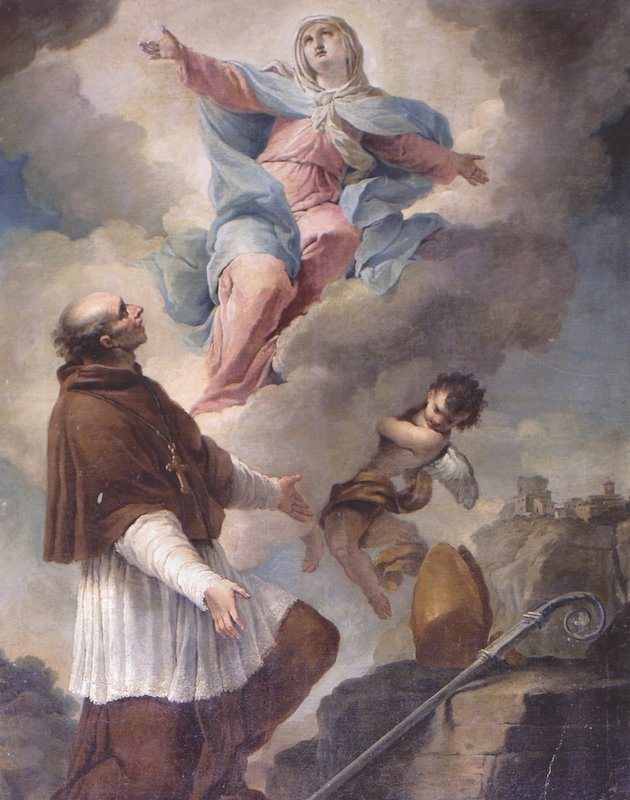
Beato Giovanni Tavelli, obispo de Ferrara (1431-1446)

- Martino † (antes de 954-después del 969)
- Leone † (antes de 970-después del 982)
- Gregorio † (mencionado en 998)
- Ingone o Ugone † (mencionado en 1010)
- Rolando I † (mencionado en 1031)
- Ambrogio † (mencionado en 1032)
- Rolando II † (antes de 1040-después del 1063)
- Giorgio † (mencionado en 1064)
- Grazioso o Graziano † (mencionado en 1069)
  - Guido † (mencionado en 1086) (ilegítimo)
- Landolfo † (antes de 1104-1138 o 1139 falleció)
- Griffone † (2 de abril de 1139-después de noviembre de 1156 falleció)[20]
- Amato † (antes de 1158-circa 1175 falleció)
- Presbiterino † (antes de 1175-después del 1181)
- Teobaldo † (antes de 1183-1186)
- Stefano † (1186-después del 1189)
- Uguccione o Ugo † (1 de mayo de 1190-30 de abril de 1210 falleció)
- Rolando III † (1212-después del 1231)
- Gravendino † (mencionado en 1237)
  - Filippo Fontana † (antes de 1239-1250 nombrado arzobispo de Florencia) (obispo electo)
- Giovanni Querini † (17 de agosto de 1252-dopo l'8 de febrero de 1257 falleció)
- Beato Alberto Pandoni, O.E.S.A. † (1257-14 de agosto de 1274 falleció)
- Guglielmo † (1274-después del 1286)
- Federico di Front e San Martino † (12 de febrero de 1288-16 de mayo de 1303 falleció)
  - Ottobono Del Carretto † (9 de enero de 1304-1304 renunció) (obispo electo)
- Guido da Capello, O.P. † (3 de abril de 1304-1332 falleció)
- Guido da Baisio I † (29 de febrero de 1332-21 de abril de 1349 falleció)
- Filippo Dell'Antella † (21 de octubre de 1349-27 de febrero de 1357 nombrado obispo de Florencia)
- Bernardo, O.Cist. † (27 de febrero de 1357-1376 falleció)
- Beato Aldobrandino d'Este † (entre noviembre de 1378 y marzo de 1379[21]-1381 falleció)
- Guido da Baisio II † (1382 o 1383-1384 o 1386 falleció)
- Tommaso Marcapesci † (1384 o 1386-1393 falleció)
- Nicolò de Roberti, O.P. † (4 de febrero de 1393-24 de enero de 1401 nombrado arzobispo de Soltaniyeh)
- Pietro Boiardo † (24 de enero de 1401-1431 renunció)
- Beato Giovanni Tavelli, C.A.S.H. † (29 de octubre de 1431-24 de julio de 1446 falleció)
- Francesco dal Legname † (8 de agosto de 1446-26 de marzo de 1460 nombrado obispo de Feltre y Belluno)
- Lorenzo Roverella † (26 de marzo de 1460-1474 falleció)
- Bartolomeo della Rovere, O.F.M. † (11 de julio de 1474-1494 falleció)
- Juan de Borja Llançol de Romaní † (29 de octubre de 1494-1 de agosto de 1503 falleció)
  - Ippolito d'Este † (8 de octubre de 1503-3 de septiembre de 1520 falleció) (administrador apostólico)
  - Giovanni Salviati † (12 de septiembre de 1520-1 de mayo de 1550 renunció) (administrador apostólico)
  - Luigi d'Este † (1 de mayo de 1550-1563 renunció) (administrador apostólico)
- Alfonso Rossetti † (8 de octubre de 1563-25 de febrero de 1577 falleció)
- Paolo Leoni † (17 de marzo de 1578-7 de agosto de 1590 falleció)
- Giovanni Fontana † (7 de agosto de 1590 por sucesión-5 de julio de 1611 falleció)
- Giambattista Leni † (3 de agosto de 1611-3 de noviembre de 1627 falleció)
- Lorenzo Magalotti † (5 de mayo de 1628-19 de septiembre de 1637 falleció)
- Francesco Maria Macchiavelli † (11 de octubre de 1638-22 de noviembre de 1653 falleció)
- Carlo Pio di Savoia † (2 de agosto de 1655-26 de febrero de 1663 renunció)
- Giovanni Stefano Donghi † (26 de febrero de 1663-26 de noviembre de 1669 falleció)
- Carlo Cerri † (19 de mayo de 1670-14 de mayo de 1690 falleció)
- Marcello Durazzo † (27 de noviembre de 1690-27 de agosto de 1691 nombrado arzobispo a título personal de Spoleto)
  - Sede vacante (1691-1696)
- Domenico Tarugi † (2 de enero de 1696-27 de diciembre de 1696 falleció)
- Baldassare Cenci † (2 de enero de 1696-27 de diciembre de 1696 falleció)
- Fabrizio Paolucci † (27 de enero de 1698-antes del 14 de marzo de 1701 renunció)
- Taddeo Luigi dal Verme † (14 de marzo de 1701-12 de enero de 1717 falleció)
- Tommaso Ruffo † (10 de mayo de 1717-26 de abril de 1738 renunció)
- Raniero d'Elci † (5 de mayo de 1738-15 de septiembre de 1740 renunció)
- Bonaventura Barberini, O.F.M.Cap. † (16 de septiembre de 1740-15 de octubre de 1743 falleció)
- Girolamo Crispi † (16 de diciembre de 1743-24 de julio de 1746 falleció)
- Marcello Crescenzi † (22 de agosto de 1746-24 de agosto de 1768 falleció)
  - Sede vacante (1768-1773)
- Bernardino Giraud † (15 de marzo de 1773-14 de febrero de 1777 renunció)
- Alessandro Mattei † (17 de febrero de 1777-2 de abril de 1800 nombrado obispo de Palestrina)
  - Alessandro Mattei † (2 de abril de 1800-5 de enero de 1807 renunció) (administrador apostólico)
- Paolo Patrizio Fava Ghisilieri † (24 de agosto de 1807-14 de agosto de 1822 falleció)
- Carlo Odescalchi † (10 de marzo de 1823-2 de julio de 1826 renunció)
- Filippo Filonardi † (3 de julio de 1826-3 de mayo de 1834 falleció)
- Gabriel della Genga Sermattei † (23 de junio de 1834-13 de enero de 1843 renunció)
- Ignazio Giovanni Cadolini † (30 de enero de 1843-11 de abril de 1850 falleció)
- Luigi Vannicelli Casoni † (20 de mayo de 1850-21 de abril de 1877 falleció)
- Luigi Giordani † (22 de junio de 1877-21 de abril de 1893 falleció)
- Egidio Mauri, O.P. † (12 de junio de 1893-13 de marzo de 1896 falleció)
- Pietro Respighi † (30 de noviembre de 1896-9 de abril de 1900 nombrado vicario general para la diócesis de Roma)
- Giulio Boschi † (19 de abril de 1900-7 de enero de 1919 renunció)
- Francesco Rossi † (15 de diciembre de 1919-25 de julio de 1929 falleció)
- Ruggero Bovelli † (4 de octubre de 1929-9 de junio de 1954 falleció)
- Natale Mosconi † (5 de agosto de 1954-21 de abril de 1976 renunció)
- Filippo Franceschi † (15 de julio de 1976-7 de enero de 1982 nombrado arzobispo a título personal de Padua)
- Luigi Maverna † (25 de marzo de 1982-30 de septiembre de 1986 nombrado arzobispo de Ferrara-Comacchio)

### Obispos de Comacchio
La cronología tradicional de los obispos de Comacchio comienza con tres obispos, que, según el historiador de Faenza Francesco Lanzoni, son espurios: Pacaziano, mencionado en 502, que fue obispo de Imola y no de Comacchio; uno anónimo, mencionado en 592 o 595, que derivaría de un diploma falso del papa Gregorio I; y Ambrogio, que vivió alrededor del año 600, lo que sería consecuencia de una lectura incorrecta del schedario Garampi.
- Vincenzo † (al inicio del siglo VIII)
- Vitale † (antes de 787-después de 827)
- Cipriano † (mencionado en 858)
- Stefano † (mencionado en 879)
- Orso † (mencionado en 954)
- Bernardo? † (siglo X)
- Gregorio † (mencionado en 969)
- Giorgio † (mencionado en 997)
- Giovanni I † (antes de 1003-después del 1016)
- Pietro † (mencionado en 1053)
- Adelberto o Alberto † (mencionado en 1086)
- Ildebrando † (mencionado en 1122)
- Enrico, O.Cist. † (mencionado en 1141)
- Leone † (mencionado en 1154)
- Giovanni II † (antes de 1205-después de marzo de 1222)[nota 8]
- Donato † (1222-?)
- Bozio † (antes de 1253-1261)
- N. (Nicola?) † (mencionado el 4 de marzo de 1261)
- Michele † (antes de junio de 1265-después del 1274)
- Taddeo † (antes de junio de 1277-después del 1280)
- Bartolo † (28 de febrero de 1285-? renunció)
- Onorato? † (?)
- Pietro Mancinelli, O.P. † (1304-1327 falleció)
- Esuperanzio Lambertazzi † (17 de febrero de 1327-22 de noviembre de 1327 nombrado obispo de Adria)
- Francesco de' Boatteri, O.P. † (26 de marzo de 1328-21 de marzo de 1333 falleció)
- Bartolomeo, O.P. † (30 de julio de 1333-1348 falleció)
- Pace, O.F.M. † (8 de diciembre de 1348-1349 falleció)
- Remigio, O.E.S.A. † (22 de junio de 1349-26 de abril de 1357 nombrado obispo de Pistoia)
- Guglielmo Vasco, O.F.M. † (16 de julio de 1357-24 de noviembre de 1371 nombrado obispo de Siena)
- Teobaldo, O.S.B. † (24 de noviembre de 1371-antes de agosto de 1381 falleció)
- Federico Purlilli † (1381-?)
  - Biagio, O.F.M. † (16 de junio de 1382-1385) (antiobispo)
- Simone Saltarelli, O.P. † (16 de julio de 1386-12 de abril de 1396 nombrado obispo de Trieste)
- Pietro Buono, O.S.B. † (12 de abril de 1396-1400 falleció)
- Onofrio Visdomini, O.E.S.A. † (13 de diciembre de 1400-1401 renunció)
- Giacomo Bertucci degli Obizzi † (4 de enero de 1402-11 de septiembre de 1404 nombrado obispo de Adria)
- Giovanni Strata (o Giovanni Strada) † (15 de febrero de 1406-27 de abril de 1418 nombrado obispo de Forlì)
- Alberto Buoncristiani, O.S.M. † (27 de abril de 1418-1431 falleció)
- Mainardino de' Contrarii † (21 de noviembre de 1431-1449 depuesto)
- Bartolomeo de' Medici, O.P. † (1450-1460)
- Francesco Fogliani † (28 de julio de 1460-?)
- Filippo Zoboli † (6 de marzo de 1472-1497 falleció)
- Maladusio d'Este † (26 de junio de 1497-1506 renunció)
- Tommaso Foschi † (14 de octubre de 1506-1514 falleció)[nota 9]
- Ghilino Ghilini † (1 de septiembre de 1514-21 de diciembre de 1559 falleció)
- Alfonso Rossetti † (21 de diciembre de 1559 por sucesión-8 de octubre de 1563 nombrado obispo de Ferrara)
- Ercole Sacrati † (8 de octubre de 1563 por sucesión-1591 falleció)
- Orazio Giraldi † (22 de abril de 1592-29 de enero de 1617 falleció)
- Alfonso Sacrati † (12 de junio de 1617-1625 renunció)
- Camillo Moro † (2 de marzo de 1626-10 de mayo de 1630 falleció)
- Alfonso Pandolfi † (12 de mayo de 1631-3 de octubre de 1648 falleció)
- Giulio Cesare Borea † (28 de junio de 1649-11 de marzo de 1655 falleció)
- Sigismondo Isei † (30 de agosto de 1655-septiembre de 1670 falleció)
- Nicolò Arcani † (22 de diciembre de 1670-1 de enero de 1714 falleció)
- Francesco Bentini † (16 de abril de 1714-3 de marzo de 1744 falleció)
- Giovanni Cavedi, O.F.M. † (3 de marzo de 1744 por sucesión-24 de diciembre de 1744 falleció)
- Cristoforo Lugaresi † (8 de marzo de 1745-29 de septiembre de 1758 falleció)
- Giovanni Rondinelli † (22 de noviembre de 1758-24 de julio de 1795 falleció)
  - Gianfilippo Fogli † (1796-22 de mayo de 1797 falleció) (obispo electo)
- Gregorio Boari, O.F.M.Cap. † (24 de julio de 1797-24 de noviembre de 1817 falleció)
- Michele Virgili † (29 de marzo de 1819-23 de septiembre de 1855 falleció)
- Vincenzo Moretti † (17 de diciembre de 1855-23 de marzo de 1860 nombrado obispo de Cesena)
- Fedele Bufarini † (23 de marzo de 1860-26 de marzo de 1867 renunció)
- Alessandro Paolo Spoglia † (27 de marzo de 1867-15 de septiembre de 1879 renunció)
- Aloisio Pistocchi † (19 de septiembre de 1879-31 de marzo de 1883 falleció)
- Tullio Sericci † (9 de agosto de 1883-5 de julio de 1902 falleció)
- Alfonso Archi † (10 de octubre de 1902-8 de septiembre de 1905 nombrado obispo de Como)
  - Sede vacante (1905-1908)
  - Sede unida a Ferrara (1908-1920)
- Gherardo Sante Menegazzi, O.F.M.Cap. † (16 de diciembre de 1920-1 de julio de 1938 renunció[nota 10])
- Paolo Babini † (12 de septiembre de 1938-21 de octubre de 1950 nombrado obispo de Forlì)
- Natale Mosconi † (28 de mayo de 1951-5 de agosto de 1954 nombrado arzobispo de Ferrara)
- Giovanni Mocellini † (26 de agosto de 1955-1 de enero de 1969 nombrado obispo de Adria)
  - Sede vacante (1969-1976)[nota 11]
- Filippo Franceschi † (15 de julio de 1976-7 de enero de 1982 nombrado arzobispo a título personal de Padua)
- Luigi Maverna † (25 de marzo de 1982-30 de septiembre de 1986 nombrado arzobispo de Ferrara-Comacchio)

### Arzobispos de Ferrara-Comacchio
- Luigi Maverna † (30 de septiembre de 1986-8 de septiembre de 1995 retirado)
- Carlo Caffarra † (8 de septiembre de 1995-16 de diciembre de 2003 nombrado arzobispo de Bolonia)
- Paolo Rabitti (2 de octubre de 2004-1 de diciembre de 2012 retirado)
- Luigi Negri † (1 de diciembre de 2012-15 de febrero de 2017 retirado)
- Gian Carlo Perego, desde el 15 de febrero de 2017

### Para la sede de Ferrara
- (en latín) Ferdinando Ughelli, Italia sacra., Tomo II, segunda edición, Venecia, 1717, col. 513-565
- Lorenzo Barotti, Serie de' Vescovi ed Arcivescovi di Ferrara., Ferrara, 1781
- Francesco Leopoldo Bertoldi, Vescovi ed arcivescovi di Ferrara dalla prima loro epoca sino all’anno 1818., Ferrara, 1818
- Giuseppe Cappelletti, Le chiese d'Italia della loro origine sino ai nostri giorni., vol. IV, Venecia, 1846, pp. 9-226
- Francesco Lanzoni, Le diocesi d'Italia dalle origini al principio del secolo VII (an. 604)., vol. II, Faenza, 1927, pp. 811-813
- (en latín) Paul Fridolin Kehr, Italia pontificia., vol. V, Berlín, 1911, pp. 201-241
- (en latín) Pius Bonifacius Gams, Series episcoporum Ecclesiae Catholicae., Graz, 1957, pp. 687-688 (Comacchio) y 694-695 (Ferrara)
- (en latín) Konrad Eubel, Hierarchia Catholica Medii Aevi, vol. 1., pp. 247-248; vol. 2., p. 153; vol. 3., p. 196; vol. 4., p. 186; vol. 5., pp. 200-201; vol. 6., p. 215

### Para la sede de Comacchio
- (en latín) Ferdinando Ughelli, Italia sacra., Tomo II, segunda edición, Venecia, 1717, col. 481-489
- (en italiano) Giuseppe Cappelletti, Le chiese d'Italia della loro origine sino ai nostri giorni., vol. II, Venecia, 1844, pp. 579-624
- (en italiano) Francesco Lanzoni, Il primo vescovo di Comacchio., en Atti e memorie della regia deputazione di storia patria per le Provincie di Romagna, Tercera serie, vol. XXVII, 1909, pp. 62-70
- (en italiano) Francesco Lanzoni, Le diocesi d'Italia dalle origini al principio del secolo VII (an. 604)., vol. II, Faenza, 1927, p. 819
- (en latín) Paul Fridolin Kehr, Italia pontificia., vol. V, Berlín, 1911, pp. 174-187
- (en latín) Konrad Eubel, Hierarchia Catholica Medii Aevi, vol. 1., p. 199; vol. 2., p. 133; vol. 3., p. 173; vol. 4., p. 157; vol. 5., p. 165; vol. 6., p. 174
- «Bula Pomposiana Abbatia» (en latín).

### Otros textos
- (en italiano) Dante Balboni, Dictionnaire d'histoire et de géographie écclesiastiques, 16 (1967) subvoz Ferraria, col. 1192-1198.
- (en italiano) Girolamo Baruffaldi, Dell'istoria di Ferrara
- (en italiano) Enciclopedia cattolica subvoz Ferrara, Ciudad del Vaticano, 1950.
- (en italiano) Marc’Antonio Guarini, Catalogo ms. 1632
- (en italiano) Antonio Libanori, Ferrara d’oro imbrunito, Ferrara, 1667
- (en italiano) can. Giuseppe Manini-Ferranti, Compendio della storia sacra e politica di Ferrara, Ferrara, Bianchi y Negri, 1808-10 en 8°, Vol. 6.
- (en italiano) Alfonso Maresta, Teatro genealogico et istorico dell’antiche e illustri famiglie di Ferrara, Ferrara, 1681
- (en italiano) Luciano Meluzzi, Gli arcivescovi di Ferrara, Collana Storico-Ecclesiastica, N. 5, Bolonia, 1970.
- (en italiano) Lorenzo Paliotto, Ferrara nel Seicento. Quotidianità tra potere legatizio e governo pastorale, Edizioni cartografiche. Ferrara, s.d.
- (en italiano) Antonio Samaritani, Cronotassi dei Vescovi di Voghenza (V-X) e di Ferrara.
- (en italiano) José-Apeles Santolaria de Puey y Cruells, Gli affreschi della Sala degli stemmi del Palazzo arcivescovile di Ferrara, Archivio Storico Ecclesiastico di Ferrara, Ferrara, 2017
- (en italiano) Giuseppe Antenore Scalabrini, Memorie istoriche delle chiese di Ferrara e dei suoi borghi Ferrara, presso Coatti, 1773, in 8°.
- (en italiano) Giuseppe Turri, La Basilica Cattedrale di San Cassiano. Comacchio, Cento, 1973